# Hyperflexion
En anatomie, une hyperflexion est une flexion d'un membre ou d'une partie allant au-delà de la limite normale. Une hyperflexion se produit généralement lors d'un impact.

## Traumatisme causé par une hyperflexion
Quelques exemples de blessures caractérisées par une hyperflexion :
- Un traumatisme du rachis cervical, aussi connus sous le nom de « Coup du lapin », est caractérisé par une hyperflexion et/ou une hyperextension[1].

- Une lésion du ligament croisé postérieur est caractérisée par une hyperflexion du genou[2].
- Une entorse au poignet peut être caractérisée par une hyperflexion de celui-ci[3].
- Une ou plusieurs fractures aux métatarses et/ou aux tarses peuvent être caractérisées par une hyperflexion du pied[4].

## références
1. ↑  (en) Sharon G. Childs, « Cervical whiplash syndrome. Hyperextension-hyperflexion injury », Orthopedic Nursing, vol. 23,‎ 1er avril 2004, p. 106–110; quiz 111-112 (ISSN 0744-6020, PMID 15103795, lire en ligne, consulté le 19 mars 2016)
2. ↑  (en-US) University of Wisconsin Hospitals and Clinics Authority, « Posterior Cruciate Ligament Ruptures », sur UW Health (consulté le 19 mars 2016)
3. ↑  (en-US) « Sprained Wrist - SportsMD », sur SportsMD (consulté le 19 mars 2016)
4. ↑  (en) K. W. Preidler, G. Peicha, G. Lajtai et F. J. Seibert, « Conventional radiography, CT, and MR imaging in patients with hyperflexion injuries of the foot: diagnostic accuracy in the detection of bony and ligamentous changes », AJR. American journal of roentgenology, vol. 173,‎ 1er décembre 1999, p. 1673–1677 (ISSN 0361-803X, PMID 10584818, DOI 10.2214/ajr.173.6.10584818, lire en ligne, consulté le 19 mars 2016)